# ナミエガエル
ナミエガエル (Limnonectes namiyei) は、ヌマガエル科クールガエル属に分類されるカエル。

## 分布
日本（沖縄島北部）固有種。

## 形態
体長オス7.9-11.7cm、メス7.2-9.1cm。メスよりもオスの方が大型になる。体形は太い。吻端は突出せず、鼓膜は皮下に埋もれる。背面の色彩は褐色で、暗褐色の斑紋が点在する。腹面の色彩は白く、暗色の不規則な斑紋が入る。
瞳孔は菱形で、赤い。後肢の趾の間には水掻きが発達する。指趾の先端は丸く膨らむ。
オスは頭部が大型で、下顎の牙状突起がより顕著。

## 生態
山地にある常緑広葉樹林内を流れる渓流の周辺に生息する。半水棲。夜行性で、昼間は岩の隙間などで休む。
食性は動物食で、昆虫、甲殻類、ミミズなどを食べる。水中でも採食を行う。
繁殖形態は卵生。4-6月に渓流内の水深の浅い場所や湧水溜りなどに卵を産む。幼生は6-8月に変態し、幼体になる。生後3-4年で性成熟するとされる。

## 人間との関係
生息地では食用や薬用とされていたこともある。現在は沖縄県の天然記念物のため、捕獲および流通は禁止されている。
開発による生息地の減少を受け、生息数は減少している。
2016年に、種の保存法により国内希少野生動植物種に指定されている。
絶滅危惧IB類 (EN)（環境省レッドリスト）
- 沖縄県指定天然記念物